# بایردورف بای آنگر
بایردورف بای آنگر (به آلمانی: Baierdorf bei Anger) یک منطقهٔ مسکونی در اتریش است که در وایتس واقع شده‌است. بایردورف بای آنگر ۱۶٫۳۱ کیلومتر مربع مساحت دارد ۴۴۵–۱٬۲۸۰ متر بالاتر از سطح دریا واقع شده‌است.